# Novoselivka, Krîvîi Rih
Novoselivka (în ucraineană Новоселівка) este un sat în comuna Șîroke din raionul Krîvîi Rih, regiunea Dnipropetrovsk, Ucraina.

## Demografie
Componența lingvistică a localității Novoselivka
     Ucraineană (87,32%)
     Rusă (7,04%)
Conform recensământului din 2001, majoritatea populației localității Novoselivka era vorbitoare de ucraineană (87,32%), existând în minoritate și vorbitori de rusă (7,04%).